# Jaime González Ortiz
Jaime González Ortiz (1º aprile 1938 – 1979) è stato un calciatore colombiano, di ruolo difensore.

## Carriera
Prese parte con la Nazionale colombiana ai Mondiali del 1962 e al Campeonato Sudamericano del 1963.